# Mental Floss
Mental Floss es una revista en línea estadounidense dirigida principalmente a la Generación Y. Es propiedad de la compañía Minute Media y tiene su sede en la ciudad de Nueva York. En octubre de 2015 se asoció con el National Geographic Channel para realizar su primer especial televisado, Brain Surgery Live with mental_floss, la primera cirugía cerebral transmitida en directo.
Fundada en Birmingham, Alabama en 2001, la empresa tiene oficinas adicionales en el centro de Manhattan. Fue incluida en la lista de la revista Inc. de las 5 000 empresas privadas de más rápido crecimiento. Antes de convertirse en una publicación exclusivamente virtual en 2017, la revista física de Mental Floss tenía una tirada de 160 000 ejemplares y publicaba seis números al año, además de contar con más de cien mil suscriptores en más de 17 países.
La editorial Dennis Publishing compró Mental Floss en 2011 y en 2018 fue adquirida por Minute Media.